# 洗濯表示
洗濯表示（せんたくひょうじ、 care labelあるいはcare tag）は「繊維製品の取扱いに関する表示記号」のことである。
洗濯時の取扱方法を示すために繊維製品には規格化された絵表示（ピクトグラム）が用いられる。絵表示は各国で異なるものが使用されていたが国際規格（ISO 3758等）への統一が進んでいる。

## 国際標準化
繊維製品等に表示されるケアレベル（取扱い絵表示）は各国で異なるものが使用されていたが、貿易上の障害となるため、1995年に世界貿易機関はWTO/TBT協定を発効させ国際整合化を進めることになった。

## 国際規格（ISO 3758等）

### 記号の構成
表示記号は、5種類の基本記号（洗濯処理記号、漂白処理記号、乾燥処理記号、アイロン仕上げ処理記号、商業クリーニング処理記号）とこれに組み合わせる付加記号からなる。

洗濯処理記号（基本記号）
漂白処理記号（基本記号）
乾燥処理記号（基本記号）
アイロン仕上げ処理記号（基本記号）
商業クリーニング処理記号（基本記号）

### 洗濯処理記号

液温は、30°Cを限度とし、洗濯機で通常の洗濯処理ができる。
液温は、30°Cを限度とし、洗濯機で弱い洗濯処理ができる。
液温は、30°Cを限度とし、洗濯機で非常に弱い洗濯処理ができる。
液温は、40°Cを限度とし、手洗いによる洗濯処理ができる。
洗濯処理はできない。

### 漂白処理記号

塩素系及び酸素系漂白剤による漂白処理ができる。
酸素系漂白剤による漂白処理ができるが、塩素系漂白剤による漂白処理はできない。
漂白処理はできない。

### 乾燥処理記号

#### タンブル乾燥記号

洗濯処理後のタンブル乾燥処理ができる。高温乾燥：排気温度の上限は最高80°C
洗濯処理後のタンブル乾燥処理ができる。低温乾燥：排気温度の上限は最高60°C
洗濯処理後のタンブル乾燥処理はできない。

#### 自然乾燥記号

つり干し乾燥がよい。
日陰でのつり干し乾燥がよい。
ぬれつり干し乾燥がよい。
日陰でのぬれつり干し乾燥がよい。
平干し乾燥がよい。
日陰での平干し乾燥がよい。
ぬれ平干し乾燥がよい。
日陰でのぬれ平干し乾燥がよい。

### アイロン仕上げ処理記号

底面温度200°Cを限度としてアイロン仕上げ処理ができる。
底面温度150°Cを限度としてアイロン仕上げ処理ができる。
底面温度110°Cを限度としてスチームなしでアイロン仕上げ処理ができる。
アイロン仕上げ処理はできない。

### 商業クリーニング処理記号

#### ドライクリーニング処理記号

パークロロエチレン及び石油系溶剤（蒸留温度150°C～210°C、引火点38°C～）でのドライクリーニング処理ができる。通常の処理。
パークロロエチレン及び石油系溶剤（蒸留温度150°C～210°C、引火点38°C～）でのドライクリーニング処理ができる。弱い処理。
石油系溶剤（蒸留温度150°C～210°C、引火点38°C～）でのドライクリーニング処理ができる。通常の処理。
石油系溶剤（蒸留温度150°C～210°C、引火点38°C～）でのドライクリーニング処理ができる。弱い処理。
ドライクリーニング処理ができない。

#### ウエットクリーニング処理記号

ウエットクリーニング処理ができる。通常の処理。
ウエットクリーニング処理ができる。弱い処理。
ウエットクリーニング処理ができる。非常に弱い処理。
ウエットクリーニング処理はできない。

## 各国の対応

### 日本

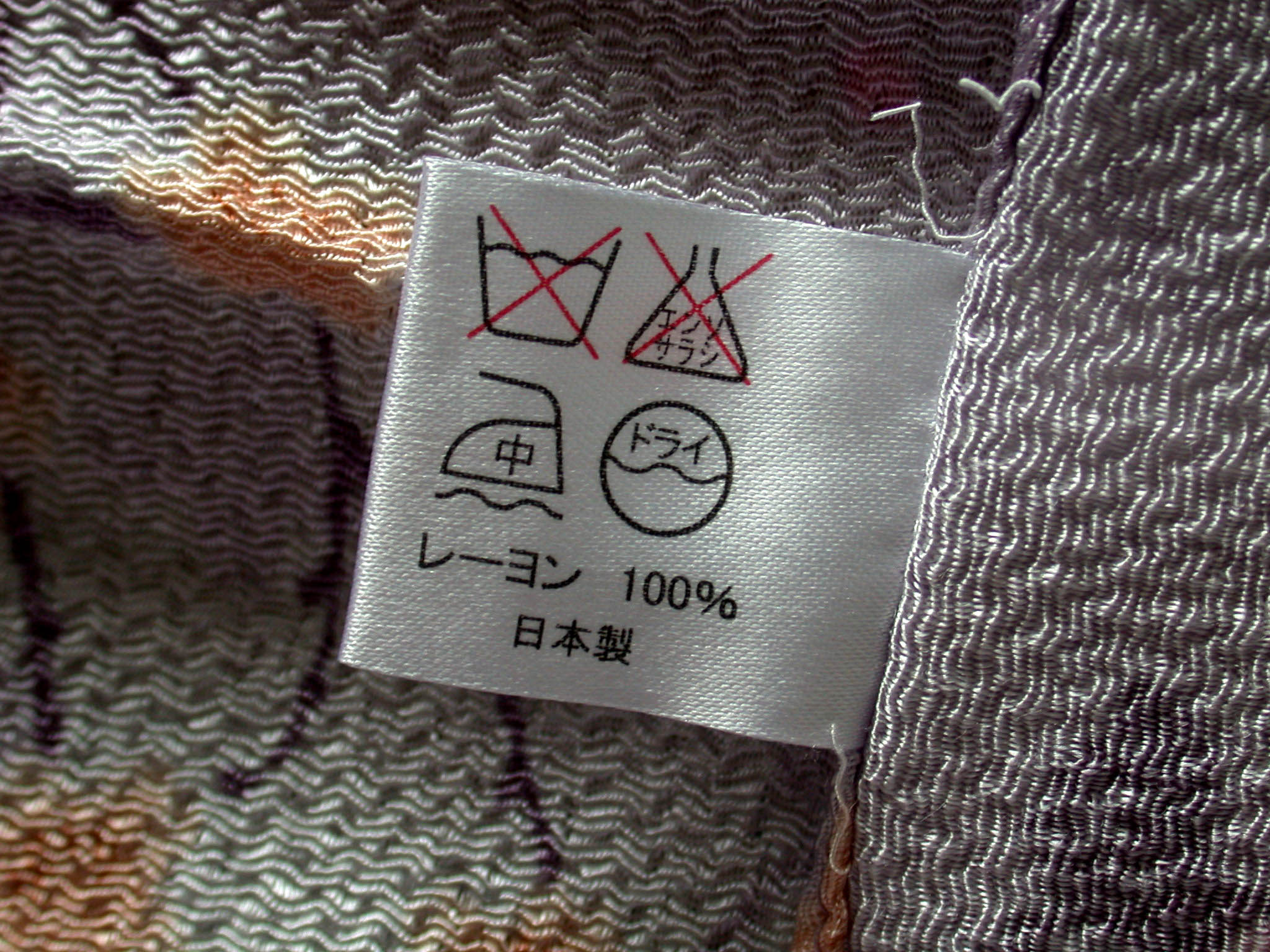
日本の洗濯取扱いの絵表示（2016年11月までの旧方式）。意味は「手洗い（も含め洗濯自体が）不能」「漂白不能」「アイロンがけは中程度の温度で当て布を使う」「ドライクリーニング可能」である。

従来、日本で用いられている「家庭用品洗濯等取扱い絵表示」（JIS L 0217）では、洗濯機による洗濯ができる場合には洗濯機のマークが用いられ、液温（上限の液温で「40」や「30」）、水流（弱水流の場合は「弱」）、使用する洗剤の性質（中性洗剤の場合は「中性」）などが併記されていた。また、手洗いによる洗濯のみができる場合（洗濯機使用不可）には手洗い容器のマークと「手洗イ」の文字が用いられ、液温（上限の液温「30」など）などが併記され、手洗いも不可の場合には手洗い容器に×印を重ねた表示が用いられていた。
1995年1月の世界貿易機関（WTO）による貿易の技術的障害に関する協定（TBT）の発効等により、国内規格の国際規格への整合化が順次行われており、JIS L 0217 のISO 3758 との整合化についても2014年度中に日本工業標準調査会（JISC）において審議された結果、2016年12月から、衣料品に付けられているケアラベル表示がJIS L 0217に基づく表示から、ISO 3758に整合化したJIS L 0001による表示に切り替わることになった。
ISO（国際標準化機構）には、日本では一般的な家庭洗濯方法が盛り込まれていなかったため、日本の提案でISOで絵表示の改正が行われ、それを受けて日本ではJIS L 0217:1995に代えてISOに対応したJIS L 0001:2014が制定され、2016年12月から表示を変更し、表示記号が22種類から41種類とほぼ2倍になる。消費者庁は「欧米には洗濯物を自然乾燥させるという習慣がなかったため、国際規格（ISO 3758）には自然乾燥を示す記号が存在しておりませんでした」と説明しているが、2005年改正段階ですでに自然乾燥の記号は存在しており事実とは異なる。また別の資料では「日本独自の洗濯週間として、干して乾燥すること（自然乾燥）や縦型洗濯機の使用などがあります。」としているが、自然乾燥は世界各国で広く行われており、縦型洗濯機も北米では一般的でありやはりいずれも事実ではない。したがって、上述の「日本の提案」の詳細な内容は不明である。実際の自然乾燥に関する修正は、陰干しが単に「陰干し」としか指定されていなかったのを、具体的に干し方を指定するようになった点である。ただし、つり干しに関しては本記事に例示されているような縦線を用いる日本および北米と従来通りの記号を用いるその他の国で分かれている。
新方式では、タンブラー乾燥や酸素系漂白剤、干し方などの記載が新たに規定され、洗濯時の中性洗剤の使用やアイロンがけの当て布の記載がなくなり、今までに存在するものでも、洗濯機の使用が可能である洗濯機のピクトサインがなくなり、たらいのピクトサインに統一（手洗いはたらいに手を突っ込んでいるピクトサインで表現）されるなど、従来と全く異なる記号体系となっている。詳細は消費者庁などのサイトで確認することができる。
なお、画像の旧方式の内容の新方式での内容は、洗濯不能はほぼ同じ、漂白不能は三角形に×印を入れたもの、アイロンの中温はアイロンのピクトサインに点（ドット）を2つ（当て布の記載はなし）、ドライクリーニング可能は○にPを入れた記号で表される。

### ヨーロッパ
ヨーロッパにおいて使われている「ケアラベル・取扱い絵表示」（ISO 3758）（en）では、常に手洗い容器のマークが用いられ、液温（上限の液温で「40」や「30」）などが併記される。そして、洗濯機による洗濯が可能な場合には、普通操作の洗濯機洗いについては無印、弱い操作の洗濯機洗いのみ可能な場合は下線一本、非常に弱い操作の洗濯機洗いのみが可能な場合には下線二本が、それぞれ手洗い容器のマークの下に付記され、手洗いのみができる場合（洗濯機使用不可）には手洗い容器のマークに手を浸している絵文字が用いられる。洗濯ができないものについては手洗い容器に×印を重ねた絵文字が用いられる。このISO 3758のシンボルはGINETEXのシンボルを基に作られており、GINETEXが知的財産権を所有している。

### アメリカ
アメリカにおいて使われている標準として、ASTMインターナショナルによるCare Symbols (ASTM D5489)が存在する。一部の独自ピクトサインを除き、ISO 3758に似ているが、アメリカでは温度に華氏が使われるため、洗濯時の温度表示に数字を使う代わりに点が使われている。

### カナダ
カナダにおいては、以前は華氏温度を使った三色の絵が使われていたが、北米自由貿易協定によって、2003年よりアメリカと同じく温度に点が使われる単色の絵となった (CAN/CGSB-86.1-2003)。

### 中国
中国においては、GB 8685-88で独自のものが定められていたが、現在は国際標準のGB/T 8685-2008 (ISO 3758:2005,MOD)に切り替わっている。

### ニュージーランド
ニュージーランドでは、AS/NZS 1957:1998で定められている。

## フォント
- Quiviraフォントの私用領域に洗濯表示記号が含まれている[13]。